# كفالسوند
كفالسوند (بالنرويجية: Kvalsund)‏ هي بلدية في مقاطعة فينمارك، النرويج. المركز الإداري للبلدية هي قرية كفالسوند. من بين القرى الأخرى في البلدية آيساروايفي، وكوكيلف، وأولدرنيس، وأولدرفيك، ورفسنيسهامن، وسكايدي.

## المناخ
يظهر الجدول التالي التغييرات المناخية على مدار السنة لكفالسوند:
| البيانات المناخية لـكفالسوند               | البيانات المناخية لـكفالسوند | البيانات المناخية لـكفالسوند | البيانات المناخية لـكفالسوند | البيانات المناخية لـكفالسوند | البيانات المناخية لـكفالسوند | البيانات المناخية لـكفالسوند | البيانات المناخية لـكفالسوند | البيانات المناخية لـكفالسوند | البيانات المناخية لـكفالسوند | البيانات المناخية لـكفالسوند | البيانات المناخية لـكفالسوند | البيانات المناخية لـكفالسوند | البيانات المناخية لـكفالسوند |
| الشهر                                      | يناير                        | فبراير                       | مارس                         | أبريل                        | مايو                         | يونيو                        | يوليو                        | أغسطس                        | سبتمبر                       | أكتوبر                       | نوفمبر                       | ديسمبر                       | المعدل السنوي                |
| ------------------------------------------ | ---------------------------- | ---------------------------- | ---------------------------- | ---------------------------- | ---------------------------- | ---------------------------- | ---------------------------- | ---------------------------- | ---------------------------- | ---------------------------- | ---------------------------- | ---------------------------- | ---------------------------- |
| المتوسط اليومي °م (°ف)                     | −6.0 (21.2)                  | −5.7 (21.7)                  | −4.1 (24.6)                  | −0.9 (30.4)                  | 3.5 (38.3)                   | 8.3 (46.9)                   | 11.6 (52.9)                  | 10.8 (51.4)                  | 6.7 (44.1)                   | 1.9 (35.4)                   | −2.0 (28.4)                  | −4.6 (23.7)                  | 1.6 (34.9)                   |
| الهطول مم (إنش)                            | 65 (2.6)                     | 56 (2.2)                     | 52 (2.0)                     | 46 (1.8)                     | 40 (1.6)                     | 47 (1.9)                     | 52 (2.0)                     | 58 (2.3)                     | 69 (2.7)                     | 85 (3.3)                     | 74 (2.9)                     | 76 (3.0)                     | 720 (28.3)                   |
| المصدر: Norwegian Meteorological Institute |                              |                              |                              |                              |                              |                              |                              |                              |                              |                              |                              |                              |                              |